# Possenhofen
Possenhofen ist ein Ortsteil der Gemeinde Pöcking im Landkreis Starnberg (Oberbayern). In dem am Westufer des Starnberger Sees gelegenen Ort leben rund 348 Einwohner.

## Geschichte
Die erste urkundliche Erwähnung stammt aus den Jahren 1281/82, als Pfalzgraf Friedrich von Scheyern Wittelsbach neben anderen Besitzungen auch einen Hof in „Pozzenhofen“ in einer Schenkung dem Kloster Schäftlarn übereignete.
1536 erbaute der Landschaftskanzler Jacob Rosenbusch das nach dem Ort benannte Schloss Possenhofen. 1538 erhielt er von den bayerischen Herzögen die Besitzrechte für den Ort Possenhofen sowie 1545 für das Dorf Pöcking. Nach mehreren anderen Besitzern, zuletzt dem Reichsgrafen Basselet von la Rosée, gelangten das Schloss und die beiden Hofmarken 1834 schließlich in den Besitz von Herzog Maximilian Joseph in Bayern. Seine Tochter Elisabeth, die spätere Kaiserin Elisabeth von Österreich und Königin von Ungarn (Sisi), verbrachte hier ihre Kindheit.

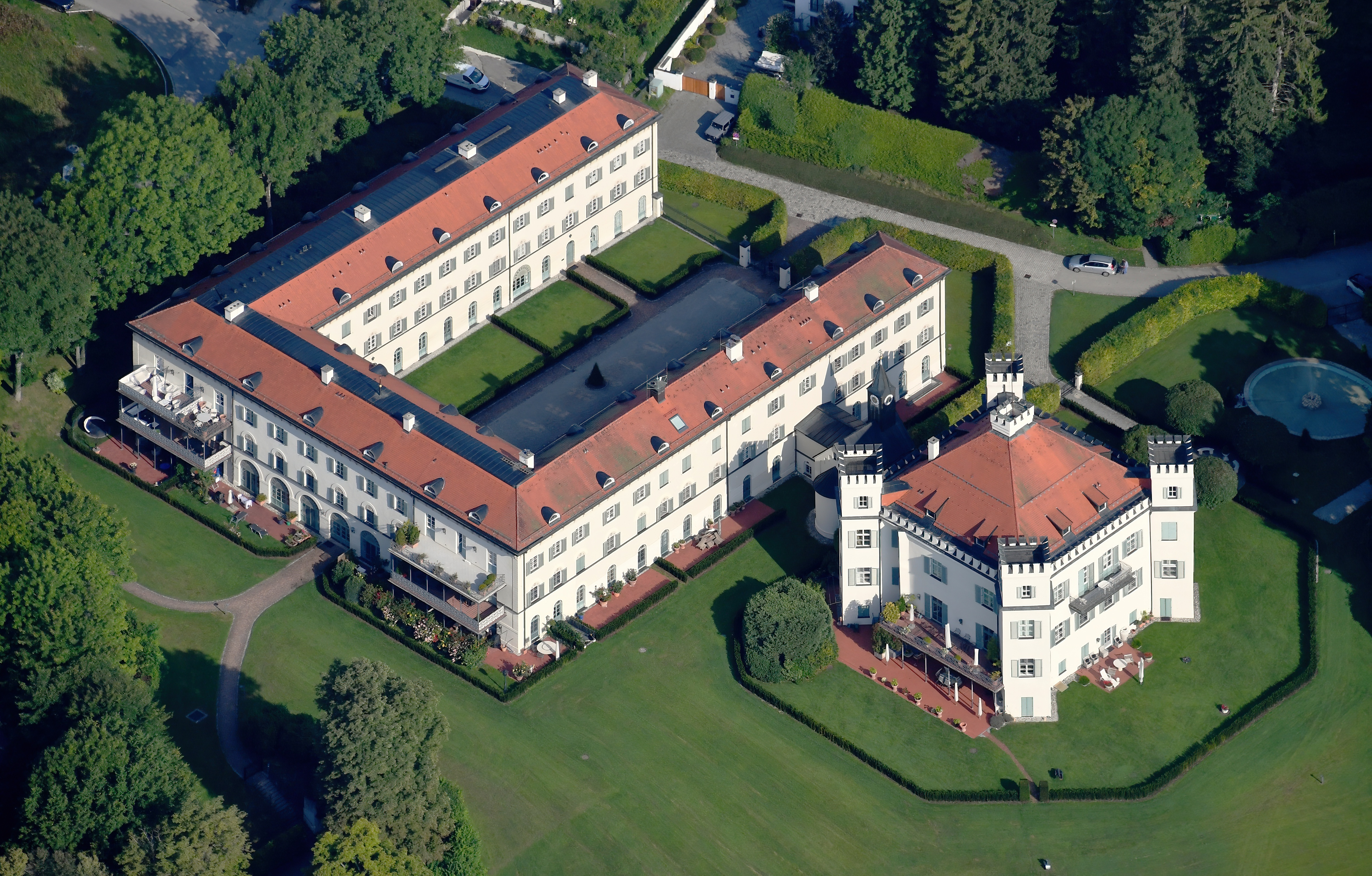
Schloss Possenhofen
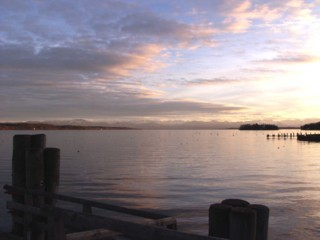
Blick von Possenhofen zur Roseninsel
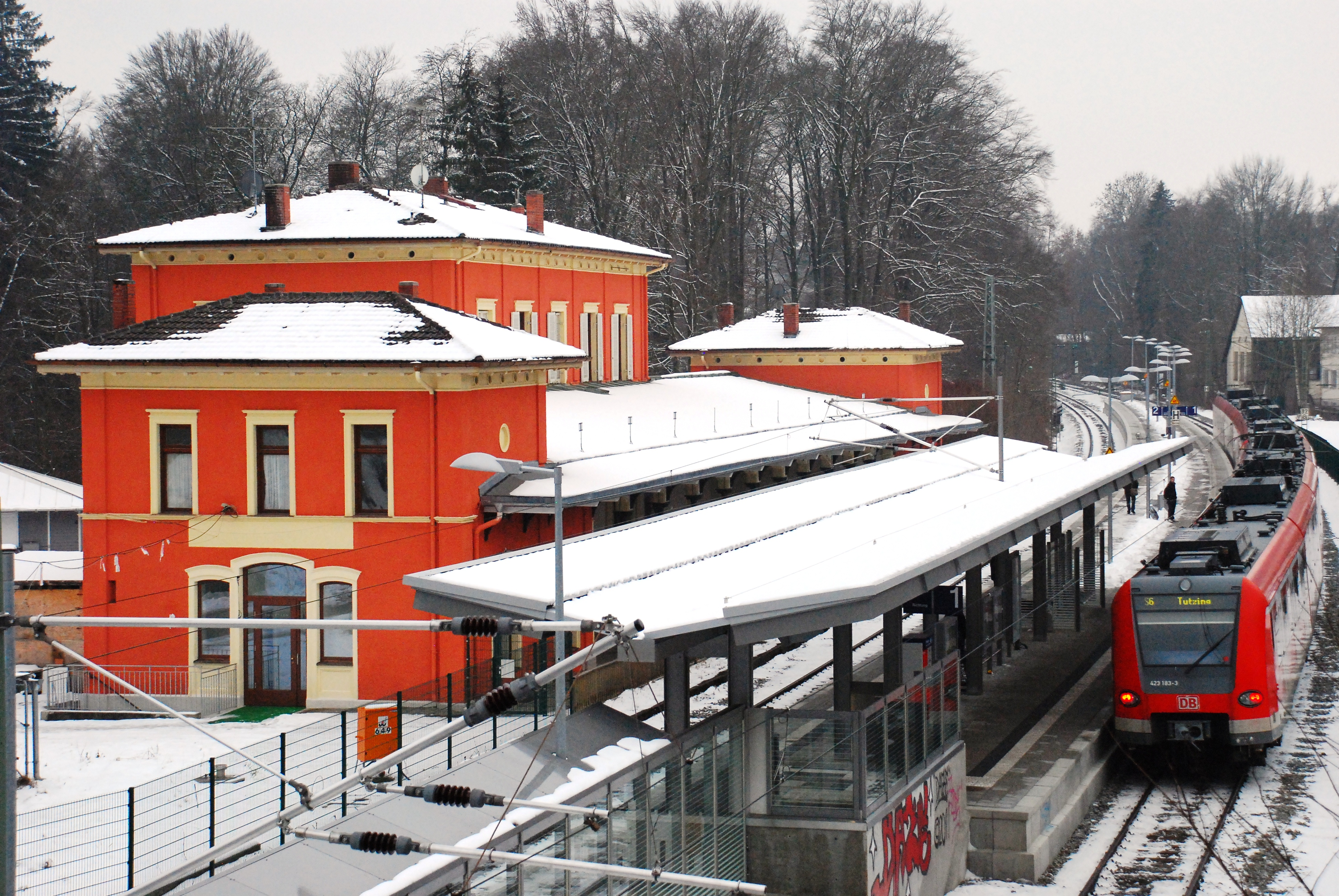
Haltepunkt Possenhofen

König Maximilian II. ließ in Possenhofen eine Bahnstation an der Bahnstrecke München–Garmisch-Partenkirchen für den hohen Adel errichten (jetzt S-Bahn-Station, siehe auch hier). Seit 2004 befindet sich hier das Museum im Königssalon (Sammlung Heinemann) bzw. das Kaiserin Elisabeth Museum. Es hat in den Sommermonaten von Freitag bis Sonntag (nachmittags) geöffnet.
In Possenhofen befindet sich eine Jugendherberge.
Possenhofen hat eine Anlegestelle der Bayerischen Seenschifffahrt.